# Caledonian Stadium
Il Caledonian Stadium, attualmente conosciuto come Tulloch Caledonian Stadium per motivi di sponsor, è uno stadio situato nell'area Longman di Inverness, in Scozia.
L'impianto ospita le partite casalinghe dell'Inverness Caledonian Thistle Football Club.